# Nivnice
Nivnice es una localidad del distrito de Uherské Hradiště en la región de Zlín, República Checa, con una población estimada a principio del año 2018 de 3384 habitantes. 
Se encuentra ubicada al sur de la región, en la zona más occidental de los montes Cárpatos, al este de Brno, cerca de la orilla del río Morava —un afluente izquierdo del Danubio— y de la frontera con Eslovaquia y con la región de Moravia Meridional.

## Geografía
Nivnice se encuentra a unos 16 km al sureste de Uherské Hradiště y a 28 km al sur de Zlín. Se encuentra en las tierras altas de Vizovice. El punto más alto se encuentra a 360 m sobre el nivel del mar. El municipio está atravesado por el arroyo Nivnička.